# ニュージャージー・トランジット100形・2000形電車
この項目では、アメリカ・ニュージャージー州で公共交通を運営するニュージャージー・トランジット（NJトランジット）が所有している、日本の鉄道車両メーカーである近畿車輛が製造した路面電車（ライトレール）用車両について解説する。ニューアーク・ライトレール用の車両は100形、ハドソン-バーゲン・ライトレール用の車両は2000形と車両番号が異なるが、双方とも同一の車種である。

## 導入までの経緯
NJトランジットが運営するライトレールは3路線存在するが、直流750 Vの架空電車線方式による電化が行われているのはハドソン-バーゲン・ライトレールとニューアーク・ライトレールの2路線である。ハドソン・バーゲン・ライトレールは、ニューヨークに隣接しているという立地条件を活かし、都市機能の分担という形で実施が決定した再開発の一環として建設が実施された新規路線である一方、ニューアーク・ライトレールは1935年に開通したニューアーク市内の路面電車をルーツに持ち地下区間を有する路線で、1985年に大規模な更新工事が行われたが車両は旧来のPCCカーが継続して使用され、古いものでは1946年製の車両が存在するなど老朽化が進んでいた。
100形（ニューアーク・ライトレール）および2000形（ハドソン・バーゲン・ライトレール）は、これら2路線へ向けて近畿車輛が製造した車両で、同社が初めて手掛けた超低床電車（部分超低床電車）でもある。そのため、開発に際してはマサチューセッツ湾交通局へ納入したタイプ7電車以降提携を結んでいたスイスのSIG社からの協力を得た。

## 概要

### 車体・車内
編成は運転台を有する先頭車体（A車・B車）と全長が短い中間車体（C車）による両運転台式の3車体連接式で、シングルアーム式パンタグラフはC車に設置される。車体先頭部は急曲線に対応するため前面へ向けて直線的に絞り込む構造になっており、最前面の車体幅は1,800 mmとなっている。また連接部分は台枠を用いた連接装置に加え、C車の屋根上に搭載した旋回ベアリングから伸びたシャフトによって接続される"Zリンク機構"を採用した装置が搭載され、半径18 mまでの曲線走行が可能となっている他、屋根上のダンパーにより振動も抑制される。併結運転に備え設置された連結器の上部にはアンチクライマーがあり、黒色のカバーによって覆われている。
耐候性鋼板を用いて作られた車体はアメリカにおける厳しい安全基準に適合した設計で、先頭部に配置されたクラッシャブルゾーンにより衝突時のエネルギーが吸収され客室への衝撃が抑えられる構造になっており、運転室も完全に潰れる事はなく乗務員が安全を確保できる空間が残る。強度の検討においてはコンピュータを用いたシミュレーションに加え、実際に先頭部の構体を作り荷重をかける実験も行われた。
車内は動力台車が存在する先頭車体の運転台付近を除いた全体の70％が床上高さ350 mmの低床構造となっており、先頭車体にクロスシート、中間車体にロングシートが配置され、高床部分と低床部分はステップを介して往来する。乗降扉は各先頭車体の両側面に2箇所設置され、全て低床部分に存在するためプラットホームから段差なしでの乗降が可能となっている。また先頭車体には車椅子スペースが1箇所設置されている。客室から独立した運転室のコンソールは人間工学に基づいた配置となっており、最大3編成まで総括制御が可能である。

### 機器
台車は先頭車体に2基の電動機を備えた動力台車が、中間車体に車軸が無い独立車輪方式を採用した付随台車が搭載されている。制御方式はIGBT素子を用いたVVVFインバータ制御を採用し、各動力台車に対して1台の制御装置が独立して接続されている。力行や制動は各台車に搭載された速度センサーからの情報により制御され、路線の条件に応じ空転や滑走を防ぐよう制御が行われる。設計当初、主電動機や制御装置には日本企業の部品を用いる事を想定していたが、技術提案の内容などを総合的に判断した結果、GECアルストム製の機器を使用する事に決定した。
補助電源装置や床ヒーターは上記の機器と別の回路を有しており、ACインバータを介して三相交流（208V、60kVA）に変換された電力は空調装置や床下の空気圧縮機、運転室のヒーターの稼働に用いられる一方、DC低電圧電源供給装置を介した直流10kw・28Vの電力は照明や蓄電池の充電、制御回路の稼働に使われる。また各運転室にはDC/DCコンバータがあり、直流12Vに変換された電力は前照灯や尾灯の点灯やワイパーの可動に用いられる。空調装置は暖房、冷房、換気機能を兼ね備えたもの（HVAC）が屋根上に搭載され、床暖房装置と併せて車内の温度が22℃ - 23℃に保たれるようになっている。

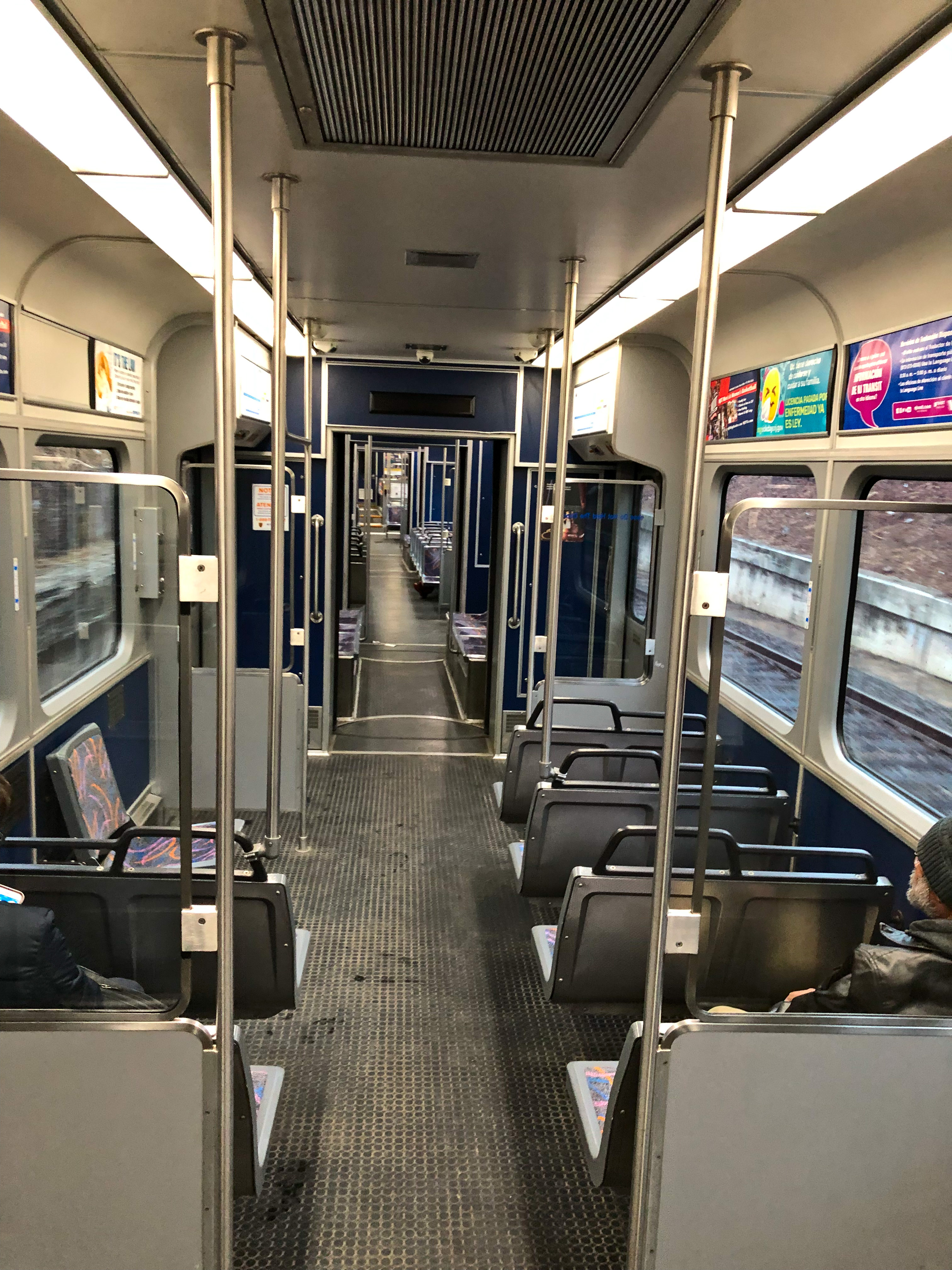
車内
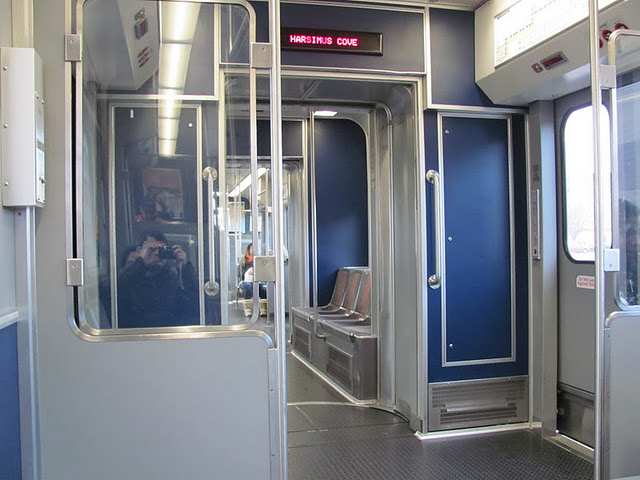
連接部分

## 運行
ハドソン・バーゲン・ライトレール用の車両は、2000年3月1日の開業に先立つ1999年に試作車（2001、2002）が導入され、試運転が実施された。これらを含めて2001年までに29両（2001-2029）が導入された後、路線延長に伴い2003年から2004年にも28両（2030-2057）が追加で製造された。一方、ニューアーク・ライトレール用の車両は2000年から2001年にかけて16両（101-116）が導入され、PCCカーを全て置き換えた。その後、ハドソン・バーゲン・ライトレールの一部車両のニューアーク・ライトレールへの転属が実施されており、2001年に2001（→117）、2019年に2019（→118）が改番の上で移動している。
また、近畿車輛はこれらの車両の製造のみならず現地での保守も実施している。これは、ハドソン・バーゲン・ライトレール建設時に交わした"DBOM"（Design/Build/Operate/Maintain）と呼ばれる契約形態によるもので、路線の所有は公的組織となる一方、契約を実施した民間企業が建設に加えて開業後の施設や車両、線路の維持・管理も実施する官民パートナーシップ（PPP）の1つである。これに際し近畿車輛は伊藤忠アメリカ、レイシオンと共同で"21センチュリー・レイル・カンパニー"（21st Century Rail Corporation）を設立しており、その一環として保守を担当する。

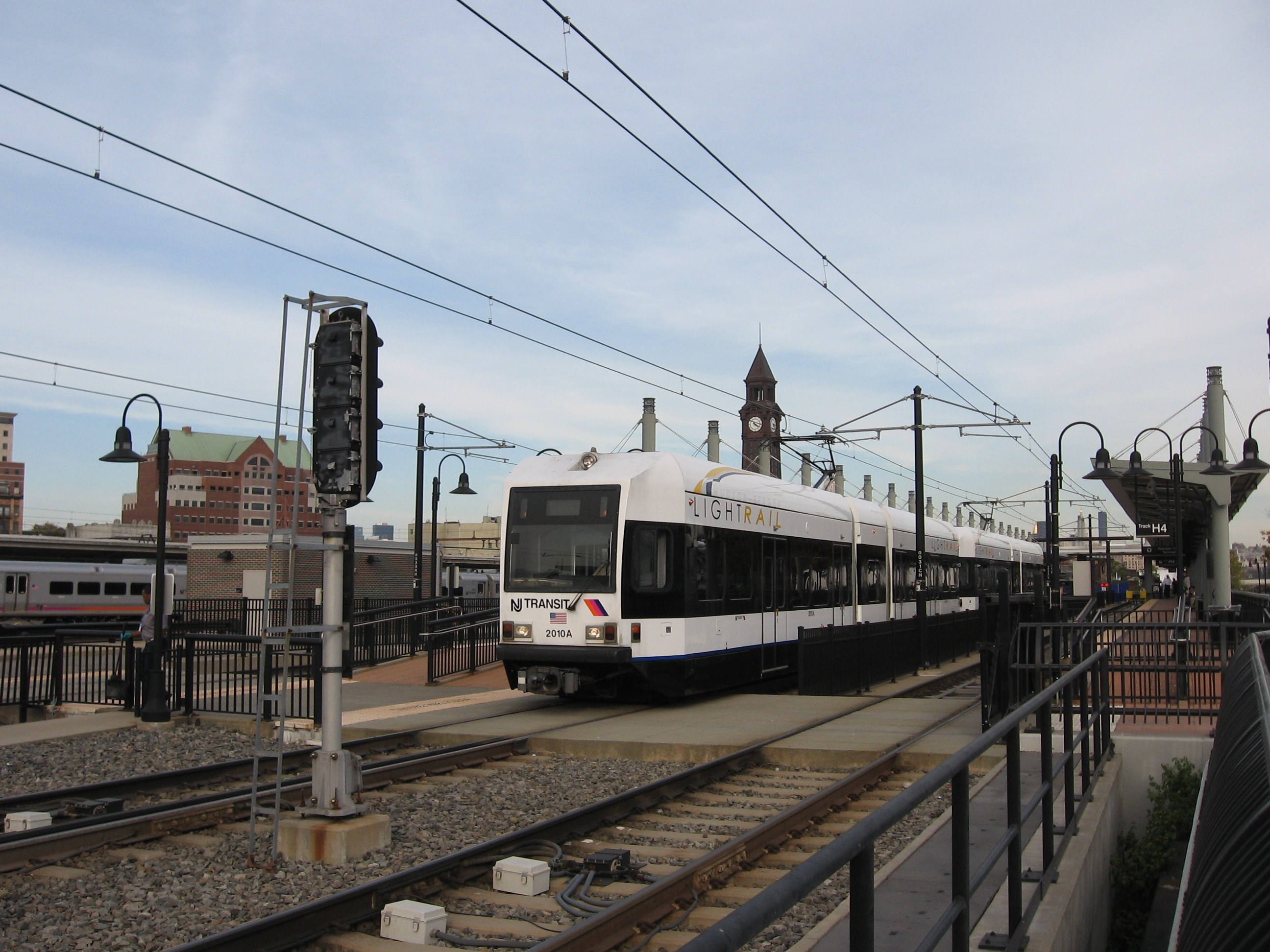
一部列車は連結運転が行われている（ハドソン・バーゲン・ライトレール）
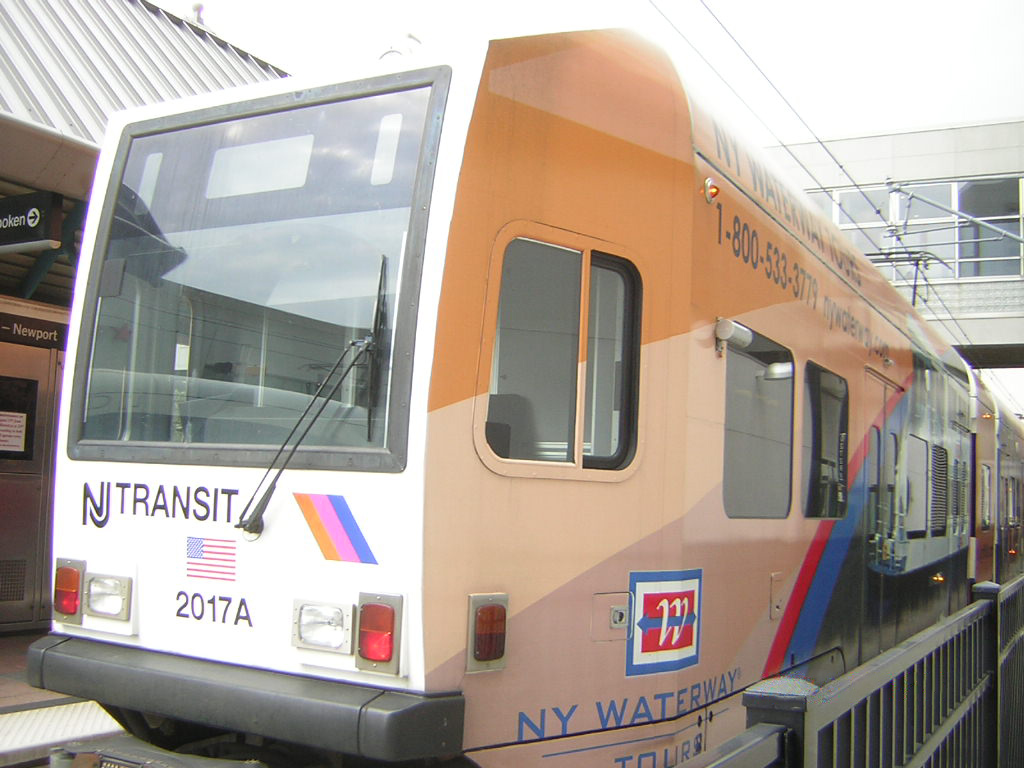
全面広告塗装（ハドソン・バーゲン・ライトレール）

## 5車体連接車
ライトレール開通後の沿線の活性化に伴い乗客が急増し、列車の混雑が深刻になった事を受け、ハドソン・バーゲン・ライトレール用の26両とニューアーク・ライトレール用の10両に対して、新造した中間車体（D車、E車）を組み込み定員数を50％増加させる改造工事が実施される事となった。対象となった車両は5車体連接編成（A車 - C車 - E車 - D車 - B車）に変更され、編成全体の低床率は90％に拡大している。新造された車体の座席配置は、集電装置の有無を除きC車と同型のD車はロングシートである一方、車体が長く台車が設置されていないE車はクロスシートで、乗降扉が両側面に1箇所づつ設置されている。
2013年に2054が最初に改造され、ハドソン・バーゲン・ライトレールで営業運転を兼ねた試験走行が実施された。その結果を受け2014年以降残りの対象車両への改造工事が進められている。